# Шелаев, Рустам Хабибулович
Рустам Хабибулович (Хабибулаевич) Шелаев (30 июня 1976) — российский футболист, вратарь. Большую часть профессиональной карьеры провёл в махачкалинских клубах «Анжи-2» и «Динамо».

## Карьера
Профессиональную карьеру начинал в 1993 году в каспийском клубе «Каспий», в дебютном сезоне отыграл 31 матч. В клубе играл под разными названиями до 1997 года. В 1997 году провёл 1 матч за махачкалинский «Анжи». В 1998 году перебрался в другой клуб из Махачкалы — «Динамо». В сезоне 2000/2001 года выступал за азербайджанский клуб «Шахдаг» из города Куба. С 2002 по 2004 годы играл за любительские клубы, среди которых: «ВКС Избербашский» из Избербаша, «Химик» из Коряжмы и каспийский «Дагдизель». В 2009 году возобновил профессиональную карьеру в «Дагдизеле», за который провёл 2 матча в кубке России сезона 2009/2010 годов. С середины 2014 года — тренер-преподаватель вратарей разного возраста в УОР г. Каспийска.